# Johanna Steiner
Johanna Steiner (* 5. November 1983 in Worms) ist eine deutsche Hörspielautorin und -regisseurin. Mit ihrem Hörspiel übernacht gelang ihr unter anderem eine Nominierung für den Deutschen Hörbuchpreis 2013.

## Biografie
Nach dem Abitur und einem Freiwilligen Sozialen Jahr im Bereich Kultur studierte Johanna Steiner Allgemeine Linguistik, Komparatistik und Publizistikwissenschaft an der Technischen Universität Berlin. Parallel zu ihrem Studium, das sie mit dem akademischen Grad Magister Artium abschloss, nahm sie 2006 eine Tätigkeit in Oliver Rohrbecks Hörspielverlag Lauscherlounge auf. Von 2010 bis 2016 war sie im verlagseigenen Hörspielstudio Xberg als Regisseurin und Autorin sowie als redaktionelle Kraft fest angestellt und war nebenher freiberuflich tätig.
Hörbuchregie führte sie unter anderem im Rahmen der Aufnahmen zu Rachel Joyce’ Roman Die unwahrscheinliche Pilgerreise des Harold Fry, für die der Interpret Heikko Deutschmann eine Nominierung für den Hörkules 2013 erzielte. Als Regieassistentin war Johanna Steiner unter anderem an der Hörspielproduktion Die Vögel von und mit Katja Riemann beteiligt. Zudem unterstützte sie Kai Schwind bei der „Die drei ???“-Livetour 2014 „Phonophobia“ und assistierte bei diversen Hörspielproduktionen für RbbKultur (u. a. Sven Stricker (Lilith) oder Kai-Uwe Kohlschmidt (Exodus Namib)).
Ihre erste Eigenproduktion Buchstabier mir LKW, ein Road-Hörspiel aus dem Jahr 2009, stellte Johanna Steiner im Internet zum kostenlosen Download bereit. Seit 2012 adaptierte sie sechs Thriller von Sebastian Fitzek als ungekürzte Hörspieladaptionen für Audible. Mit „Das Geschenk“ (RBB 2014) und „Der Schurke aus dem Mixer“ (RBB/WDR 2018) inszenierte sie zwei Kinderhörspiele für öffentlich-rechtliche Hörfunksender.
Aufmerksamkeit erlangte Johanna Steiner jedoch vor allem durch ihr Hörspiel übernacht, das die sich kreuzenden Wege und Schicksale dreier Menschen in einer Silvesternacht beschreibt. Die im November 2011 veröffentlichte Audio-Produktion mit Schauspielern wie Julia Hummer, Tom Schilling und Fritzi Haberlandt erschien im Januar 2012 auf der Hörbuchbestenliste. In der Kategorie „Bestes Hörspiel“ wurde übernacht zudem für den Deutschen Hörbuchpreis 2013 nominiert.
2017 gehörte Johanna Steiner zu den Nominierten für den „Young Excellence Award“, der seit 2014 jährlich vom Börsenverein des Deutschen Buchhandels zusammen mit dem Branchenmagazin Börsenblatt vergeben wird. Der Award zeichnet „herausragende junge Macher und Macherinnen bis 39 Jahre, die in der Buchbranche etwas bewegen“ aus.
2019 führte sie Regie bei der ersten „Bibi & Tina“-Livehörspiel-Inszenierung, die am 5. Mai 2019 im Berliner Huxleys Neue Welt uraufgeführt wurde. Erstmals traten die Originalsprecher der Hörspielserie vor Publikum auf und führten live auf der Bühne ein „Bibi & Tina“-Hörspiel samt Geräuschemacher auf. Der Mitschnitt des Abends wurde später auch veröffentlicht.
Johanna Steiner lebt in Berlin.

## Auszeichnungen
- 2012: Ohrkanus in der Kategorie „Bestes Hörspiel Erwachsene“ für übernacht[9]
- 2013: Ohrkanus in der Kategorie „Beste Regie“ für Das Kind[10]